# Moșoaia
Moșoaia è un comune della Romania di 4 409 abitanti, ubicato nel distretto di Argeș, nella regione storica della Muntenia.
Il comune è formato dall'unione di 7 villaggi: Bătrâni, Ciocănăi, Dealul Viilor, Hințești, Lăzărești, Moșoaia, Smeura.